# Округ Мелец
Округ Мелец (нем. Bezirk Mielec, Мелеце́цкий уезд, пол. Powiat mielecki) — административная единица коронной земли Королевства Галиции и Лодомерии в составе Австро-Венгрии, существовавшая в 1867—1918 годах. Административный центр — Мелец.
Площадь округа в 1879 году составляла 8,3788 квадратных миль (482,12 км2), а население 62 909 человек. Округ насчитывал 98 населённых пунктов, организованные в 100 кадастровых муниципалитета. На территории округа действовало 2 районных суда — в Мельце и Радомысле.
После Первой мировой войны округ вместе со всей Галицией отошёл к Польше.